# 神美村
神美村（かみよしむら）は、兵庫県出石郡にあった村。現在の豊岡市出石町の北部および穴見川の流域にあたる。

## 地理
- 山岳：三開山、法沢山
- 河川：出石川、穴見川、六方川、袴狭川

## 歴史
- 1889年（明治22年）4月1日 - 町村制の施行により、宮内村・坪井村・袴狭村・口小野村・奥小野村・奥野村・穴見市場村・三宅村・森尾村・立石村・香住村・下鉢山村・上鉢山村・長谷村・倉見村・安良村・田多地村の区域をもって発足。
- 1957年（昭和32年）9月1日 - 分割し、大字奥野・市場・三宅・森尾・立石・香住・下鉢山・上鉢山・長谷・倉見が豊岡市に編入。大字宮内・坪井・袴狭・口小野・奥小野・安良・田多地が出石町・室埴村・小坂村と合併し、改めて出石町が発足。同日神美村廃止。

昭和の大合併においては、北但地方事務所長より出石・室埴・小坂・神美の4町村の合併案が示され「モデル地区」と付記されたが、県の試案に対し豊岡市は独自に周辺町村への合併勧誘を行い、また4町村の合併を時期尚早として小坂・神美2村の先行合併を唱える勢力もあり、神美村当局はいずれにつくか迫られることとなった。神美村内は豊岡市への編入を主張し分村も辞さない構えの穴見谷地区と出石町との合併案を支持する小野谷地区との間で対立が激しく、当時の村長平尾源太夫が「分村は悲劇」と唱えて収拾を図ろうとするも、特に小坂村との組合立中学校設立計画が両地区の意見対立で頓挫したうえに県から「モデル地区」の指定を受けたことが穴見谷地区の態度を刺激することになった。
1956年1月になって神美村当局は豊岡市に対し穴見谷地区の分村合併を申し入れたがこれに対し出石町らはあくまで4町村の完全合併を主張し、県も4町村合併のあっせん案を示し説得を続けたが穴見谷地区の結束は固かった。同年11月6日の神美村会は豊岡市への編入案と出石町との合併案の双方を審議し、豊岡市案を可決、出石町案を否決したがこれに小野谷地区の一部が反発し4町村完全合併を支持を表明する。県はあくまで4町村完全合併を熱心に説き、1957年3月17日の県の審議会に基づく答申でも4町村の完全合併が勧告されたが穴見谷地区は分村の態度を貫き県への陳情を繰り返す。ついに県も分村やむなしとみて、同年3月29日の県の調停により「穴見谷地区を豊岡市へ境界変更する」という調停案が示され神美村・豊岡市はこれを受諾するが出石・室埴・小坂の3町村は神美村の調停案受諾経過の法的疑義を指摘して兵庫県知事・自治庁長官に対し遺憾の意を表明する。県は法的疑義を認め遺憾の意を示したものの大乗的見地に立って分離後の4町村の合併を強く要請し、県のあっせん工作に対し4町村でもこれ以上の破局回避の気運が熟し、同年6月23日の合併協議会で「3町村半」の合併案を協議した。同様の分裂案を抱えていた小坂村の調整に時間を要し協議会は6月26日早朝までかかってようやく合併協定が成立した。

## 経済
農業
『大日本篤農家名鑑』によれば神美村の篤農家は、「田邊文治、田邊脩、神庄篤」などである。

## 出身・ゆかりのある人物
- 平尾源太夫（兵庫県多額納税者、農業）[4]
- 平尾源太夫（旧豊岡市3代目市長）